# Alexander Pawlowitsch Antonow

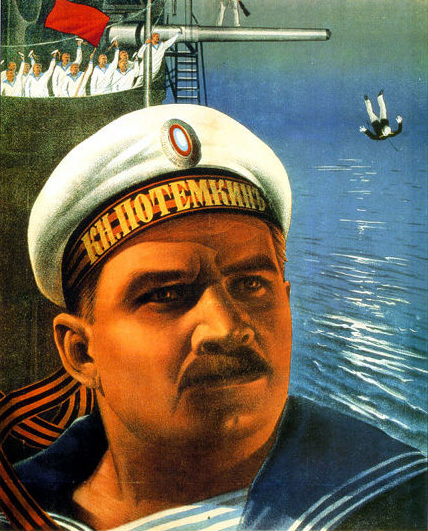
Alexander Antonow auf dem Filmplakat zu Panzerkreuzer Potemkin (1926)

Alexander Pawlowitsch Antonow (russisch Александр Павлович Антонов; * 1. Februarjul. / 13. Februar 1898greg. in Moskau; † 26. November 1962) war ein sowjetischer Schauspieler.

## Leben
Antonow kam 1920 an das Proletkulttheater in Moskau, wo er bis 1924 als Ensemblemitglied spielte. Hier entdeckte ihn Sergej Eisenstein und besetzte ihn zuerst 1923 in seinem Kurzfilm Дневник Глумова und 1925 im Langfilm Streik. Antonow verkörperte in Streik einen Arbeiter. Seine bekannteste Rolle wurde die des Grigori Wakulintschuk in Eisensteins Panzerkreuzer Potemkin. Antonow trat in der Folge in zahlreichen sowjetischen Stummfilmen auf. Ihm gelang zudem die Etablierung als Schauspieler im Tonfilm. Im Jahr 1950 wurde Antonow als Verdienter Künstler der RSFSR ausgezeichnet.

## Filmografie (Auswahl)
- 1923: Дневник Глумова
- 1925: Streik (Стачка)
- 1926: Panzerkreuzer Potemkin (Броненосец Потёмкин)
- 1926: Matrosenregiment 17 (Ветер)
- 1938: Die reiche Braut (Богатая невеста)
- 1939: Ein Mädchen mit Charakter (Девушка с карактером)
- 1941: Suworow (Суворов)
- 1948: Die junge Garde (Молодая гвардия)
- 1949: Die Stalingrader Schlacht (Сталинградская битва)
- 1950: In geheimer Mission (Секретная миссия)
- 1951: Ritter des goldenen Sterns (Кавалер Золотой Звезды)
- 1953: Unzertrennliche Freunde (Неразлучные друзья)
- 1955: Im Eismeer verschollen (Море студёное)
- 1955: Was ihr wollt (Двенадцатая ночь)
- 1956: Der weiße Pudel (Белый пудель)
- 1956: Der weite Weg (Долгий путь)